# Todd Grisham
Todd Grisham (Hattiesburg, 9 gennaio 1976) è un commentatore e conduttore televisivo statunitense, noto per i suoi trascorsi nella World Wrestling Entertainment (WWE) tra il 2004 e il 2011.

## Biografia
Il suo primo impegno televisivo fu la conduzione del programma WWE Experience, dapprima insieme all'ex wrestler e campionessa femminile Ivory (programma trasmesso anche in Italia dalla piattaforma Sky) e, in seguito al licenziamento della donna, da solo.
Successivamente gli fu affidata anche la conduzione della trasmissione sul web WWE Byte This! e, in sostituzione di Marc Loyd, della trasmissione televisiva WWE Bottom Line, in cui vengono riassunte le azioni salienti di Raw, e che in Italia è possibile vedere sul canale satellitare GXT.
Grisham alterna ai suoi impegni di presentatore anche una carriera "sul ring" come intervistatore e annunciatore.
Infatti è lui la voce della cronaca statunitense di WWE Heat, trasmissione in cui si tengono match dei lottatori minori del roster di Raw, e spesso lo vediamo proprio a Raw e nei vari show in pay-per-view intervistare i protagonisti dello show entertainment dietro alle quinte.
Dotato di uno stile molto personale e sopra le righe, ama mettersi in mostra con la sua faccia da bravo ragazzo, le sue battute non-sense e il suo fare istrionico, che lo rendono gradevole ai lottatori face e appena tollerato (seppur non detestato) da quelli heel. È stato è uno dei commentatori dello show WWE SmackDown. Il 7 dicembre diventa un commentatore di WWE NXT. L'episodio di NXT del 23 luglio è l'ultimo che vede Grisham al tavolo di commento, dato che poi ha lasciato la federazione per andare a lavorare nella ESPN, come il suo collega Jonathan Coachman aveva fatto precedentemente.